# William Fleming
William Fleming, född 18 februari 1729 i Jedburgh, Skottland, död 5 augusti 1794 i Virginia, var en amerikansk läkare och politiker. Han var Virginias guvernör mellan 3 juni och 12 juni 1781.
Fleming studerade medicin vid Edinburghs universitet och kom till Virginia på 1750-talet. År 1774 sårades han i Slaget vid Point Pleasant i Lord Dunmores krig. Han var ledamot av Virginias senat 1777–1779. Guvernörsämbetet innehade han enbart under en kort tid i juni 1781.
Fleming deltog 1788 i konventet där USA:s konstitution ratificerades för Virginias del.